# Elecciones municipales de 2015 en la provincia de Ávila
Las elecciones municipales de 2015 en la provincia de Ávila se celebraron el día 24 de mayo.

## Resultados en número de alcaldes
| Partido        | Alcaldes salientes | Alcaldes electos | Diferencia |
| PP             | 193                | 192              | 1          |
| PSOE           | 45                 | 31               | 14         |
| AHORA DECIDE   | 0                  | 9                | 9          |
| Cs             | 0                  | 5                | 5          |
| IU             | 1                  | 3                | 2          |
| UPyD           | 1                  | 1                | 0          |
| Independientes | 8                  | 7                | 1          |
| -------------- | ------------------ | ---------------- | ---------- |

## Alcaldes salientes y alcaldes electos en municipios de más de 1.000 habitantes
| Municipio                    | Población | Alcalde saliente           | Partido | Alcalde electo o reelecto      | Partido       |
| Arenas de San Pedro          | 6.754     | Caridad Galán              | PP      | Juan Carlos Sánchez Mesón      | PP            |
| Arévalo                      | 8.165     | Vidal Galicia              | PP      | Vidal Galicia                  | PP            |
| Ávila                        | 58.933    | Miguel Ángel García Nieto  | PP      | José Luis Rivas                | PP            |
| Burgohondo                   | 1.241     | Juan José Carvajal         | PP      | Juan José Carvajal             | PP            |
| Candeleda                    | 5.143     | José María Monforte        | PP      | Miguel Hernández Alcojor       | PSOE          |
| Casavieja                    | 1.536     | Francisco Jiménez Ramos    | PSOE    | Francisco Jiménez Ramos        | PSOE          |
| Cebreros                     | 3.302     | Ángel Alonso               | PP      | Pedro Muñoz                    | PSOE          |
| El Arenal                    | 1.004     | José Luis Trotiño          | PP      | Guillermo Pulido               | Independiente |
| El Barco de Ávila            | 2.652     | Agustín González           | PP      | Loreto Yuste                   | PSOE          |
| El Barraco                   | 1.989     | José María Manso           | PP      | José María Manso               | PP            |
| El Hoyo de Pinares           | 2.339     | David Beltrán              | PP      | David Beltrán                  | PP            |
| El Tiemblo                   | 4.301     | Rubén Rodríguez Lucas      | PP      | Rubén Rodríguez Lucas          | PP            |
| La Adrada                    | 2.663     | Francisco de Pedraza       | PP      | Roberto Aparicio               | PSOE          |
| Las Navas del Marqués        | 5.520     | Gerardo Pérez García       | PP      | Gerardo Pérez García           | PP            |
| Madrigal de las Altas Torres | 1.544     | Rufino Rodríguez Domínguez | PP      | Ana Isabel Zurdo               | PSOE          |
| Mombeltrán                   | 1.152     | Julián Martín              | PP      | Francisco Hernández de la Cruz | Ahora Decide  |
| Navaluenga                   | 2.027     | Armando García Cuenca      | PP      | Armando García Cuenca          | PP            |
| Piedrahíta                   | 1.990     | Federico Martín Blanco     | PP      | Federico Martín Blanco         | PP            |
| Piedralaves                  | 2.265     | Victoria Moreno            | PP      | Victoria Moreno                | PP            |
| Sotillo de la Adrada         | 4.705     | Juan Pablo Martín          | PP      | Juan Pablo Martín              | PP            |
| ---------------------------- | --------- | -------------------------- | ------- | ------------------------------ | ------------- |

## Resultados en los municipios de más de 1.000 habitantes

### Arenas de San Pedro
- 13 concejales a elegir[5]
- Alcaldesa saliente: María de la Caridad Galán García - PP
- Alcalde electo: Juan Carlos Sánchez Mesón - PP[6]

| Juan Carlos Sánchez Mesón        | PP           | 1.413 | 37,48% | 5 | 3 |  |  |  |
| Óscar Tapias Gregoris            | PSOE         | 984   | 26,10% | 4 | 0 |  |  |  |
| María de la Caridad Galán García | UCINa        | 531   | 14,08% | 2 | 2 |  |  |  |
| Carmen Gil Suárez                | IU           | 396   | 10,50% | 1 | 0 |  |  |  |
| Alberto Perandones Martínez      | POR ARENAS   | 375   | 9,95%  | 1 | 1 |  |  |  |
|                                  |              |       |        |   |   |  |  |  |
| Censo                            | Censo        | 5.493 | 100%   |   |   |  |  |  |
| Abstenciones                     | Abstenciones | 1.601 | 29,15% |   |   |  |  |  |
| Votantes                         | Votantes     | 3.892 | 70,85% |   |   |  |  |  |
| Blancos                          | Blancos      | 71    | 1,88%  |   |   |  |  |  |
| Nulos                            | Nulos        | 122   | 3,13%  |   |   |  |  |  |

a Unidad de Ciudadanos Independientes

### Arévalo
- 13 concejales a elegir[7]
- Alcalde saliente: Vidal Galicia Jaramillo - PP
- Alcalde electo: Vidal Galicia Jaramillo - PP

| Vidal Galicia Jaramillo  | PP           | 2.088 | 49,51% | 7 | 3 |  |  |  |
| Rodrigo Romo García      | PSOE         | 949   | 22,50% | 3 | 1 |  |  |  |
| Teógenes Berrón Guerra   | Cs           | 566   | 13,42% | 2 | 2 |  |  |  |
| Gregorio García González | CUIb         | 402   | 9,53%  | 1 | 1 |  |  |  |
| David del Dedo Martín    | UPyD         | 147   | 3,49%  | 0 | 1 |  |  |  |
|                          |              |       |        |   |   |  |  |  |
| Censo                    | Censo        | 6.380 | 100%   |   |   |  |  |  |
| Abstenciones             | Abstenciones | 1.986 | 31,13% |   |   |  |  |  |
| Votantes                 | Votantes     | 4.394 | 68,87% |   |   |  |  |  |
| Blancos                  | Blancos      | 65    | 1,54%  |   |   |  |  |  |
| Nulos                    | Nulos        | 177   | 4,03%  |   |   |  |  |  |

b Candidatura Unitaria de Izquierdas

### Ávila
- 25 concejales a elegir[8]
- Alcalde saliente: Miguel Ángel García Nieto - PP
- Alcalde electo: José Luis Rivas Hernández - PP[9]

| José Luis Rivas Hernández          | PP              | 9.508  | 33,00% | 9 | 5 |  |  |  |
| Marco Antonio Serrano López        | Cs              | 5.183  | 17,99% | 5 | 5 |  |  |  |
| Inmaculada Yolanda Vázquez Sánchez | PSOE            | 4.470  | 15,52% | 4 | 0 |  |  |  |
| Alba María Moreno Tejedor          | TRATO CIUDADANO | 2.989  | 10,38% | 3 | 3 |  |  |  |
| María Montserrat Barcenilla Martín | IU              | 2.906  | 10,09% | 3 | 0 |  |  |  |
| Francisco Javier Cerrajero Sánchez | UPyD            | 1.734  | 6,02%  | 1 | 3 |  |  |  |
| Manuela Prieto Pecos               | AHORA DECIDE    | 665    | 2,31%  | 0 | 0 |  |  |  |
| David Sierra Jiménez               | Vox             | 639    | 2,22%  | 0 | 0 |  |  |  |
|                                    |                 |        |        |   |   |  |  |  |
| Censo                              | Censo           | 44.841 | 100%   |   |   |  |  |  |
| Abstenciones                       | Abstenciones    | 15.355 | 34,24% |   |   |  |  |  |
| Votantes                           | Votantes        | 29.486 | 65,76% |   |   |  |  |  |
| Blancos                            | Blancos         | 715    | 2,48%  |   |   |  |  |  |
| Nulos                              | Nulos           | 677    | 2,30%  |   |   |  |  |  |

### Burgohondo
- 9 concejales a elegir[10]
- Alcaldesa saliente: Juan José Carvajal Martín - PP
- Alcalde electo: Juan José Carvajal Martín - PP

| Juan José Carvajal Martín | PP           | 463   | 54,99% | 5 | 1 |  |  |  |
| Santiago Martín Villarejo | CIBc         | 249   | 29,57% | 3 | 3 |  |  |  |
| Milagros Hernández Calvo  | IU           | 117   | 29,57% | 1 | 1 |  |  |  |
|                           |              |       |        |   |   |  |  |  |
| Censo                     | Censo        | 1.018 | 100%   |   |   |  |  |  |
| Abstenciones              | Abstenciones | 164   | 16,11% |   |   |  |  |  |
| Votantes                  | Votantes     | 854   | 83,89% |   |   |  |  |  |
| Blancos                   | Blancos      | 13    | 1,54%  |   |   |  |  |  |
| Nulos                     | Nulos        | 12    | 1,41%  |   |   |  |  |  |

c Ciudadanos Independientes por Burgohondo

### Candeleda
- 13 concejales a elegir[11]
- Alcalde saliente: José María Monforte Carrasco - PP
- Alcalde electo: Eugenio Miguel Hernández Alcojor - PSOE[12]

| Eugenio Miguel Hernández Alcojor | PSOE         | 1.319 | 39,36% | 5 | 1 |  |  |  |
| José María Monforte Carrasco     | PP           | 1.033 | 30,83% | 4 | 4 |  |  |  |
| José Antonio Pérez Suárez        | Cs           | 696   | 20,77% | 3 | 3 |  |  |  |
| Román Pulido Fernández           | SCRd         | 264   | 7,88%  | 1 | 1 |  |  |  |
|                                  |              |       |        |   |   |  |  |  |
| Censo                            | Censo        | 4.252 | 100%   |   |   |  |  |  |
| Abstenciones                     | Abstenciones | 809   | 19,03% |   |   |  |  |  |
| Votantes                         | Votantes     | 3.443 | 80,97% |   |   |  |  |  |
| Blancos                          | Blancos      | 39    | 1,16%  |   |   |  |  |  |
| Nulos                            | Nulos        | 92    | 2,67%  |   |   |  |  |  |

d Somos Candeleda y El Raso

### Casavieja
- 9 concejales a elegir[13]
- Alcalde saliente: Francisco Jiménez Ramos  - PSOE
- Alcalde electo: Francisco Jiménez Ramos  - PSOE

| Francisco Jiménez Ramos  | PSOE         | 457   | 47,65% | 5 | 1 |  |  |  |
| Ana María Muñoz Montero  | PP           | 259   | 27,01% | 2 | 1 |  |  |  |
| Alicia Villalobos Espada | CICe         | 228   | 23,77% | 2 | 0 |  |  |  |
|                          |              |       |        |   |   |  |  |  |
| Censo                    | Censo        | 1.259 | 100%   |   |   |  |  |  |
| Abstenciones             | Abstenciones | 251   | 19,94% |   |   |  |  |  |
| Votantes                 | Votantes     | 1.008 | 80,06% |   |   |  |  |  |
| Blancos                  | Blancos      | 15    | 1,56%  |   |   |  |  |  |
| Nulos                    | Nulos        | 49    | 4,86%  |   |   |  |  |  |

e Candidatura Independiente Casavejana

### Cebreros
- 11 concejales a elegir[14]
- Alcalde saliente: Ángel Luis Alonso Muñoz  - PP
- Alcalde electo: Pedro José Muñoz González - PSOE

| Pedro José Muñoz González | PSOE         | 1.182 | 59,31% | 7 | 2 |  |  |  |
| Ángel Luis Alonso Muñoz   | PP           | 709   | 35,57% | 4 | 2 |  |  |  |
| Javier González Martín    | AHORA DECIDE | 65    | 3,26%  | 0 | 0 |  |  |  |
|                           |              |       |        |   |   |  |  |  |
| Censo                     | Censo        | 2.509 | 100%   |   |   |  |  |  |
| Abstenciones              | Abstenciones | 458   | 18,25% |   |   |  |  |  |
| Votantes                  | Votantes     | 2.051 | 81,75% |   |   |  |  |  |
| Blancos                   | Blancos      | 37    | 1,86%  |   |   |  |  |  |
| Nulos                     | Nulos        | 58    | 2,83%  |   |   |  |  |  |

### El Arenal
- 9 concejales a elegir[15]
- Alcalde saliente: José Luis Trotiño Vinuesa - PP
- Alcalde electo: Guillermo Pulido Vinuesa - Agrupación Vecinal de El Arenal

| Guillermo Pulido Vinuesa  | AVEALf       | 442 | 55,39% | 5 | 5 |  |  |  |
| José Luis Trotiño Vinuesa | PP           | 349 | 43,73% | 4 | 1 |  |  |  |
|                           |              |     |        |   |   |  |  |  |
| Censo                     | Censo        | 902 | 100%   |   |   |  |  |  |
| Abstenciones              | Abstenciones | 95  | 10,53% |   |   |  |  |  |
| Votantes                  | Votantes     | 807 | 89,47% |   |   |  |  |  |
| Blancos                   | Blancos      | 7   | 0,88%  |   |   |  |  |  |
| Nulos                     | Nulos        | 9   | 1,12%  |   |   |  |  |  |

f Agrupación Vecinal de El Arenal

### El Barco de Ávila
- 11 concejales a elegir[16]
- Alcalde saliente: Agustín González González - PP
- Alcaldesa electa: María Loreto Yuste Rivera - PSOE

| María Loreto Yuste Rivera       | PSOE         | 757   | 54,66% | 6 | 2 |  |  |  |
| María del Pilar Araoz Hernández | PP           | 585   | 42,24% | 5 | 2 |  |  |  |
|                                 |              |       |        |   |   |  |  |  |
| Censo                           | Censo        | 1.963 | 100%   |   |   |  |  |  |
| Abstenciones                    | Abstenciones | 516   | 26,29% |   |   |  |  |  |
| Votantes                        | Votantes     | 1.447 | 73,71% |   |   |  |  |  |
| Blancos                         | Blancos      | 43    | 3,10%  |   |   |  |  |  |
| Nulos                           | Nulos        | 62    | 4,28%  |   |   |  |  |  |

### El Barraco
- 9 concejales a elegir[17] (se eligen 2 concejales menos que en las elecciones municipales de 2011)
- Alcalde saliente: José María Manso González - PP
- Alcalde electo: José María Manso González - PP

| José María Manso González   | PP           | 889   | 77,17% | 8 | 1 |  |  |  |
| José María Hernández García | PSOE         | 217   | 18,84% | 1 | 1 |  |  |  |
|                             |              |       |        |   |   |  |  |  |
| Censo                       | Censo        | 1.646 | 100%   |   |   |  |  |  |
| Abstenciones                | Abstenciones | 456   | 27,70% |   |   |  |  |  |
| Votantes                    | Votantes     | 1.190 | 72,30% |   |   |  |  |  |
| Blancos                     | Blancos      | 46    | 3,99%  |   |   |  |  |  |
| Nulos                       | Nulos        | 38    | 3,19%  |   |   |  |  |  |

### El Hoyo de Pinares
- 11 concejales a elegir[18]
- Alcalde saliente: David Beltrán Martín - PP
- Alcalde electo: David Beltrán Martín - PP

| David Beltrán Martín    | PP           | 954   | 68,44% | 8 | 1 |  |  |  |
| Silvia Llamas Arostegui | PSOE         | 330   | 23,67% | 3 | 1 |  |  |  |
| Luis Ochando Galán      | IU           | 102   | 7,32%  | 0 | 0 |  |  |  |
|                         |              |       |        |   |   |  |  |  |
| Censo                   | Censo        | 1.824 | 100%   |   |   |  |  |  |
| Abstenciones            | Abstenciones | 374   | 20,50% |   |   |  |  |  |
| Votantes                | Votantes     | 1.450 | 79,50% |   |   |  |  |  |
| Blancos                 | Blancos      | 8     | 0,57%  |   |   |  |  |  |
| Nulos                   | Nulos        | 56    | 3,86%  |   |   |  |  |  |

### El Tiemblo
- 11 concejales a elegir[19]
- Alcalde saliente: Rubén Rodríguez Lucas - PP
- Alcalde electo: Rubén Rodríguez Lucas - PP

| Rubén Rodríguez Lucas        | PP           | 1.096 | 52,87% | 7 | 0 |  |  |  |
| Miguel Ángel Gallego Alonso  | PSOE         | 389   | 18,77% | 2 | 1 |  |  |  |
| Salvador Uranga Ballestrasse | IU           | 212   | 10,23% | 1 | 0 |  |  |  |
| Alberto Becerril Rodríguez   | Cs           | 192   | 9,26%  | 1 | 1 |  |  |  |
| Vanesa Lorenzo Fernández     | GETg         | 150   | 7,24%  | 0 | 0 |  |  |  |
|                              |              |       |        |   |   |  |  |  |
| Censo                        | Censo        | 3.135 | 100%   |   |   |  |  |  |
| Abstenciones                 | Abstenciones | 1.021 | 32,57% |   |   |  |  |  |
| Votantes                     | Votantes     | 2.114 | 67,43% |   |   |  |  |  |
| Blancos                      | Blancos      | 34    | 1,64%  |   |   |  |  |  |
| Nulos                        | Nulos        | 41    | 1,94%  |   |   |  |  |  |

g Ganemos El Tiemblo

### La Adrada
- 9 concejales a elegir[20]
- Alcalde saliente: Francisco de Pedraza Rivas - PP
- Alcalde electo: Roberto Aparicio Cuéllar - PSOE[21]

| Roberto Aparicio Cuéllar   | PSOE         | 520   | 37,36% | 4 | 0 |  |  |  |
| Francisco de Pedraza Rivas | PP           | 433   | 31,11% | 4 | 0 |  |  |  |
| Juan José Tomás Esteban    | USIAh        | 382   | 27,44% | 3 | 3 |  |  |  |
| Joaquín Lorenzo Alido      | LOS VERDES   | 33    | 2,37%  | 0 | 0 |  |  |  |
|                            |              |       |        |   |   |  |  |  |
| Censo                      | Censo        | 1.989 | 100%   |   |   |  |  |  |
| Abstenciones               | Abstenciones | 540   | 27,15% |   |   |  |  |  |
| Votantes                   | Votantes     | 1.449 | 72,85% |   |   |  |  |  |
| Blancos                    | Blancos      | 24    | 1,72%  |   |   |  |  |  |
| Nulos                      | Nulos        | 57    | 3,93%  |   |   |  |  |  |

h Unión Solidaria Independiente de La Adrada

### Las Navas del Marqués
- 13 concejales a elegir[22]
- Alcalde saliente: Gerardo Pérez García - PP
- Alcalde electo: Gerardo Pérez García - PP

| Gerardo Pérez García    | PP           | 1.245 | 47,70% | 7 | 1 |  |  |  |
| Javier Sastre Nieto     | UPyD         | 1.038 | 39,77% | 5 | 1 |  |  |  |
| Antonio Esteban Esteban | PSOE         | 271   | 10,38% | 1 | 0 |  |  |  |
|                         |              |       |        |   |   |  |  |  |
| Censo                   | Censo        | 3.610 | 100%   |   |   |  |  |  |
| Abstenciones            | Abstenciones | 935   | 25,90% |   |   |  |  |  |
| Votantes                | Votantes     | 2.675 | 74,10% |   |   |  |  |  |
| Blancos                 | Blancos      | 56    | 2,15%  |   |   |  |  |  |
| Nulos                   | Nulos        | 65    | 2,43%  |   |   |  |  |  |

### Madrigal de las Altas Torres
- 9 concejales a elegir[23]
- Alcalde saliente: Rufino Rodríguez Domínguez - PP
- Alcaldesa electa: Ana Isabel Zurdo Manso - PSOE

| Ana Isabel Zurdo Manso     | PSOE         | 780   | 64,30% | 6 | 4 |  |  |  |
| Rufino Rodríguez Domínguez | PP           | 408   | 33,64% | 3 | 2 |  |  |  |
|                            |              |       |        |   |   |  |  |  |
| Censo                      | Censo        | 1.363 | 100%   |   |   |  |  |  |
| Abstenciones               | Abstenciones | 136   | 9,98%  |   |   |  |  |  |
| Votantes                   | Votantes     | 1.227 | 90,02% |   |   |  |  |  |
| Blancos                    | Blancos      | 25    | 2,06%  |   |   |  |  |  |
| Nulos                      | Nulos        | 14    | 1,14%  |   |   |  |  |  |

### Mombeltrán
- 9 concejales a elegir[24]
- Alcalde saliente: Julián Martín Navarro - PP
- Alcalde electo: Francisco Hernández de la Cruz - Ahora Decide[25]

| Julián Martín Navarro          | PP           | 359   | 43,67% | 4 | 1 |  |  |  |
| Francisco Hernández de la Cruz | AHORA DECIDE | 354   | 43,07% | 4 | 4 |  |  |  |
| María del Pilar Jiménez Muñoz  | PSOE         | 72    | 8,76%  | 1 | 3 |  |  |  |
| Marcelo Juárez González        | Cs           | 31    | 3,77%  | 0 | 0 |  |  |  |
|                                |              |       |        |   |   |  |  |  |
| Censo                          | Censo        | 1.026 | 100%   |   |   |  |  |  |
| Abstenciones                   | Abstenciones | 176   | 17,15% |   |   |  |  |  |
| Votantes                       | Votantes     | 850   | 82,85% |   |   |  |  |  |
| Blancos                        | Blancos      | 6     | 0,73%  |   |   |  |  |  |
| Nulos                          | Nulos        | 28    | 3,29%  |   |   |  |  |  |

### Navaluenga
- 11 concejales a elegir[26]
- Alcalde saliente: Armando García Cuenca - PP
- Alcalde electo: Armando García Cuenca - PP

| Armando García Cuenca  | PP           | 751   | 52,23% | 6 | 1 |  |  |  |
| Ramón Rodríguez Marcos | PSOE         | 249   | 17,32% | 2 | 2 |  |  |  |
| Isidro Román Cuesta    | VECINOSj     | 229   | 15,92% | 2 | 2 |  |  |  |
| Juan Carlos Grande Gil | Ci           | 196   | 13,63% | 1 | 1 |  |  |  |
|                        |              |       |        |   |   |  |  |  |
| Censo                  | Censo        | 1.777 | 100%   |   |   |  |  |  |
| Abstenciones           | Abstenciones | 319   | 17,95% |   |   |  |  |  |
| Votantes               | Votantes     | 1.458 | 82,05% |   |   |  |  |  |
| Blancos                | Blancos      | 13    | 0,90%  |   |   |  |  |  |
| Nulos                  | Nulos        | 20    | 1,37%  |   |   |  |  |  |

i Comprometidos, Agrupación de Electores Independiente de Navaluenga

j Vecinos de Navaluenga

### Piedrahíta
- 9 concejales a elegir[27] (se eligen 2 concejales menos que en las elecciones municipales de 2011)
- Alcalde saliente: Federico Martín Blanco - PP
- Alcalde electo: Jaime Pérez Esteban - PP

| Jaime Pérez Esteban       | PP           | 633   | 54,76% | 5 | 4 |  |  |  |
| Jose Ángel Blázquez Gómez | PSOE         | 492   | 42,56% | 4 | 2 |  |  |  |
|                           |              |       |        |   |   |  |  |  |
| Censo                     | Censo        | 1.590 | 100%   |   |   |  |  |  |
| Abstenciones              | Abstenciones | 390   | 24,53% |   |   |  |  |  |
| Votantes                  | Votantes     | 1.200 | 75,47% |   |   |  |  |  |
| Blancos                   | Blancos      | 31    | 2,68%  |   |   |  |  |  |
| Nulos                     | Nulos        | 44    | 3,67%  |   |   |  |  |  |

### Piedralaves
- 11 concejales a elegir[28]
- Alcaldesa saliente: María Victoria Moreno Saugar - PP
- Alcaldesa electa: María Victoria Moreno Saugar - PP

| María Victoria Moreno Saugar | PP           | 634   | 46,52% | 6 | 0 |  |  |  |
| Francisco López García       | PSOE         | 388   | 28,47% | 3 | 0 |  |  |  |
| Mónica Martínez Rivas        | IU           | 304   | 22,30% | 2 | 0 |  |  |  |
|                              |              |       |        |   |   |  |  |  |
| Censo                        | Censo        | 1.795 | 100%   |   |   |  |  |  |
| Abstenciones                 | Abstenciones | 409   | 22,79% |   |   |  |  |  |
| Votantes                     | Votantes     | 1.386 | 77,21% |   |   |  |  |  |
| Blancos                      | Blancos      | 37    | 2,71%  |   |   |  |  |  |
| Nulos                        | Nulos        | 23    | 1,66%  |   |   |  |  |  |

### Sotillo de la Adrada
- 11 concejales a elegir[29]
- Alcalde saliente: Juan Pablo Martín Martín - PP
- Alcalde electo: Juan Pablo Martín Martín - PP

| Juan Pablo Martín Martín       | PP           | 1.299 | 59,70% | 8 | 1 |  |  |  |
| Pedro Arenas Martín            | PSOE         | 290   | 13,33% | 1 | 0 |  |  |  |
| Blanca Morueco Diéguez         | AHORA DECIDE | 238   | 10,94% | 1 | 1 |  |  |  |
| Francisco Sánchez de la Fuente | IU           | 200   | 9,19%  | 1 | 0 |  |  |  |
| Jaime Manuel Rosado Martín     | Cs           | 112   | 5,15%  | 0 | 0 |  |  |  |
|                                |              |       |        |   |   |  |  |  |
| Censo                          | Censo        | 3.436 | 100%   |   |   |  |  |  |
| Abstenciones                   | Abstenciones | 1.187 | 34,55% |   |   |  |  |  |
| Votantes                       | Votantes     | 2.249 | 65,45% |   |   |  |  |  |
| Blancos                        | Blancos      | 37    | 1,70%  |   |   |  |  |  |
| Nulos                          | Nulos        | 73    | 3,25%  |   |   |  |  |  |

## Elección de la Diputación Provincial
De acuerdo con el Título V de la Ley Orgánica 5/1985, de 19 de junio, del Régimen Electoral General los diputados provinciales son electos indirectamente por los concejales. Por la población de la provincia, la Diputación de Ávila está integrada por 25 diputados.
Actúan como circunscripciones electorales para la elección de diputados los Partidos Judiciales existentes en 1979, y a cada Partido Judicial le corresponde elegir el siguiente número de diputados:
| Partido Judicial    | Diputados a elegir (2015) |
| Arenas de San Pedro | 5                         |
| Arévalo             | 3                         |
| Ávila               | 14                        |
| Piedrahíta          | 3                         |
| ------------------- | ------------------------- |

### Resultados globales
| Lista           | Votos  | Diputados | Variación |
| PP              | 43.897 | 14        | 2         |
| PSOE            | 22.685 | 7         | 0         |
| Cs              | 8.224  | 1         | 1         |
| IU              | 5.285  | 1         | 0         |
| UPyD            | 3.249  | 1         | 0         |
| TRATO CIUDADANO | 2.989  | 1         | 1         |
| --------------- | ------ | --------- | --------- |

### Resultados por partido judicial
- Arenas de San Pedro

| Lista | Votos | Concejales | Diputados | Variación |
| PP    | 9.169 | 107        | 3         | 0         |
| PSOE  | 5.592 | 50         | 2         | 0         |
| ----- | ----- | ---------- | --------- | --------- |

- Arévalo

| Lista | Votos | Concejales | Diputados | Variación |
| PP    | 7.408 | 191        | 2         | 0         |
| PSOE  | 4.119 | 80         | 1         | 0         |
| ----- | ----- | ---------- | --------- | --------- |

- Ávila

| Lista           | Votos  | Concejales | Diputados | Variación |
| PP              | 21.859 | 284        | 7         | 2         |
| PSOE            | 10.408 | 106        | 3         | 0         |
| Cs              | 5.665  | 11         | 1         | 1         |
| IU              | 3.808  | 15         | 1         | 0         |
| TRATO CIUDADANO | 2.989  | 3          | 1         | 1         |
| UPyD            | 2.956  | 10         | 1         | 0         |
| --------------- | ------ | ---------- | --------- | --------- |

- Piedrahíta

| Lista | Votos | Concejales | Diputados | Variación |
| PP    | 5.461 | 264        | 2         | 0         |
| PSOE  | 2.566 | 49         | 1         | 0         |
| ----- | ----- | ---------- | --------- | --------- |